# Лиманівський вагоноремонтний завод
Лиманівський вагоноремо́нтний заво́д — вагоноремонтний завод, що є відокремленим підрозділом у структурі ПАТ «Укрзалізниця».

## Історія
Філію «Панютинський вагоноремонтний завод», раніше Державне підприємство «Український державний центр з експлуатації спеціалізованих вагонів» (ДП «Укрспецвагон»), було створено в жовтні 1995 року наказом № 335 від 9 жовтня 1995 р. Міністерства транспорту України на базі Панютинського вагоноремонтного заводу, заснованого в грудні 1869 року.
За роки діяльності колектив підприємства накопичив унікальний досвід з експлуатації спеціалізованих вагонів, який активно використовується у підготовці і транспортуванні у власних вагонах широкого переліку різноманітних вантажів: мінеральних добрив, бензину, бітуму, спирту, маляси, вина, сірчаної кислоти, дизельного пального тощо.
Партнерами є понад 200 підприємств більш ніж в десяти країнах близького і далекого зарубіжжя.
Для скорочення часу технічного обслуговування і ремонту рухомого складу (цистерни) в травні 2002 року була введена в дію універсальна мобільна промивна станція (УМПС). Технологічний процес способу відмивання залізничних цистерн при незначних витратах енергоресурсів дозволяє в короткі терміни (до 20 хвилин на цистерну) економічно і якісно виконувати операцію промивки.
Сьогодні на заводі діє нова програма, спрямована на модернізацію вагонів, підприємство модернізує мінераловози й цементовози на вагони для перевезення сипучих матеріалів.
З метою забезпечення збільшення випуску продукції, покращання фінансового становища і, як результат, підвищення соціального рівня життя працівників, підприємство постійно працює над пошуком нових споживачів продукції, розширенням номенклатури, скороченням витрат на придбання комплектуючих, впровадженням енергозберігальних технологій.
В 2017 році обсяг виробництва підприємства склав понад 1,5 млрд гривень коли він виготовив 1 тис. вантажних вагонів. За 8 місяців 2018 року виготовив 663 вагони.
У травні 2019 року було виготовлено перший вагон-зерновоз, майже повністю з українських комплектуючих, окрім елементів гальмівного обладнання. Усі необхідні випробування дослідного зразка пройдені та отримано право на курсування країнами СНД та Балтії.

## Напрямки діяльності
Підприємство орієнтовано на здійснення господарської і комерційної діяльності, спрямованої на підвищення ефективності використання рухомого складу залізничного транспорту, задоволення попиту замовників у перевезенні вантажів, насичення ринку продукцією і товарами народного споживання, надання послуг і отримання на цій основі прибутку.
Основні напрямки діяльності підприємства:
- капітальний, капітально-відновлювальний і деповський ремонт вантажних вагонів;
- експлуатація і обслуговування спеціалізованих вагонів;
- ремонт і формування колісних пар;
- виготовлення запасних частин для залізничного транспорту;
- надання транспортно-експедиційних послуг під час перевезення експортно-імпортних, транзитних та інших вантажів;
- виготовлення будівельних виробів і матеріалів.

Пріоритетним напрямком діяльності є експлуатація спеціалізованого рухомого складу.
Підприємство також виробляє матеріали і вироби із шлакобетону (розчин цементний, шлакобетон, шлакоблок, тротуарні плити, блоки фундаментні тощо)

## Структура і потужності
На підприємстві діє цехова структура управління підприємством, яка складається із 9 цехів (5 основних і 4 допоміжних).
Підприємство володіє великими виробничими потужностями, які дозволяють ремонтувати до 6500 вантажних вагонів на рік.